# Susanne (film)
Susanne er en dansk film fra 1950, instrueret af Torben Anton Svendsen efter manuskript af Fleming Lynge og baseret på roman af Johannes Buchholtz. Filmen om en ung, sund kvindes forhold til depraverede omgivelser.

## Medvirkende
- Rasmus Christiansen
- Ellen Gottschalch
- Astrid Villaume
- Lis Løwert
- Ib Schønberg
- Erik Mørk
- Knud Almar
- Katy Valentin
- Preben Neergaard
- Bjarne Forchhammer
- Karin Nellemose
- Birgitte Federspiel
- Knud Heglund
- Albert Luther
- Johannes Marott
- Henrik Wiehe
- Else Jarlbak
- Jakob Nielsen
- John Wittig